# Mark Atkins
Pour les articles homonymes, voir Atkins.
Mark O’Brien Atkins est un directeur de la photographie, réalisateur, scénariste et monteur de nationalité australienne, installé aux États-Unis.

## Biographie
Atkins est diplômé de l’université du centre de la Floride en 1995. Il a remporté le Louisiana Filmmaker Award au Festival du film de la Nouvelle-Orléans pour son film Night Orchid et le Gold Lion en 1997 au George Lindsey UNA Film Festival. En 2014, il a reçu le Flicker Award pour le film Android Cop. En 2015, son film A Perfect Vacation a remporté le Los Angeles Movie Award et l’Artemis.
Atkins assume souvent plusieurs fonctions dans ses films. Il est généralement responsable de la conception de l’image ainsi que du scénario, de la réalisation et du montage du film. Presque tous ses films sont produits par la société de production The Asylum.

## Filmographie

### Directeur de la photographie
- 1995 : Great White Shark (documentaire)
- 2003 : National Geographic Explorer (série télévisée)
- 2004 : Pear ta ma ʻon maf
- 2004 : Death Valley: The Revenge of Bloody Bill
- 2004 : Evil Eyes
- 2004 : The Perfect Candidate (court métrage)
- 2004 : Swollen Shadows (court-métrage)
- 2005 : Way of the Vampire
- 2005 : Shapeshifter
- 2005 : Blurred Vision (court métrage)
- 2005 : Dead Men Walking
- 2005 : Into the Air: A Kiteboarding Experience
- 2006 : Tomorrow's Yesterday (court métrage)
- 2006 : Last Seen at Angkor
- 2006 : Razor Sharp (court-métrage)
- 2006 : Exorcism : The Possession of Gail Bowers
- 2006 : Under the Blade
- 2006 : Snakes on a Train
- 2006 : Halloween Night
- 2007 : Sweetzer
- 2007 : Freakshow
- 2007 : 30,000 Leagues Under the Sea
- 2007 : AVH: Alien vs. Hunter
- 2007 : Polly and Marie (téléfilm)
- 2008 : 2012: Doomsday
- 2008 : War of the Worlds 2: The Next Wave
- 2008 : Allan Quatermain and the Temple of Skulls
- 2008 : Journey to the Center of the Earth
- 2008 : Passed the Door of Darkness
- 2008 : Merlin and the War of the Dragons
- 2009 : Dragonquest
- 2009 : The Terminators
- 2009 : Transmorphers: Fall of Man
- 2009 : The Land That Time Forgot
- 2009 : Haunting of Winchester House
- 2009 : 2012 Supernova
- 2009 : Princess of Mars
- 2010 : MILF
- 2011 : Last Days of Los Angeles
- 2011 : Dragon Crusaders
- 2011 : Shadow People
- 2012 : Sand Sharks : Les Dents de la plage
- 2012 : Battle Force, unité spéciale
- 2012 : Alien Origin
- 2013 : Jack the Giant Killer
- 2013 : Knight of the Dead
- 2013 : Half Way Home (court- métrage)
- 2014 : Android Cop
- 2014 : P-51 Dragon Fighter
- 2014 : The Dragons of Camelot
- 2015 : A Perfect Vacation
- 2015 : Road Wars
- 2015 : Martian Land
- 2016 : David et Goliath
- 2016 : Planet of the Sharks (téléfilm)
- 2016 : In the Name of Ben-Hur
- 2017 : Jurassic School
- 2017 : Empire of the Sharks (téléfilm)
- 2018 : Sharknado 6: The Last One (The Last Sharknado: It’s About Time)
- 2018 : DWB: Dating While Black
- 2018 : L'Attaque du requin à six têtes (téléfilm)
- 2018 : Fireball Run Big Country (série télévisée)
- 2019 : Monster Island
- 2019 : Big Kill

### Réalisateur
- 1997 : Night Orchid
- 2004 : Evil Eyes
- 2006 : Halloween Night
- 2008 : Allan Quatermain and the Temple of Skulls
- 2008 : Merlin and the War of the Dragons
- 2009 : Dragonquest
- 2009 : Haunting of Winchester House
- 2009 : Princess of Mars
- 2011 : Last Days of Los Angeles
- 2011 : Dragon Crusaders
- 2012 : Sand Sharks : Les Dents de la plage
- 2012 : Alien Origin
- 2013 : Jack the Giant Killer
- 2013 : Knight of the Dead
- 2014 : Android Cop
- 2014 : P-51 Dragon Fighter
- 2015 : A Perfect Vacation
- 2015 : Road Wars
- 2016 : Planet of the Sharks (téléfilm)
- 2016 : In the Name of Ben Hur
- 2017 : Jurassic School
- 2017 : Empire of the Sharks (téléfilm)
- 2018 : L'Attaque du requin à six têtes (téléfilm)
- 2019 : Monster Island

### Scénariste
- 1997 : Night Orchid
- 2009 : Haunting of Winchester House
- 2009 : Princess of Mars
- 2011 : Last Days of Los Angeles
- 2011 : Dragon Crusaders
- 2012 : Alien Origin
- 2012 : Dragon Wasps (téléfilm)
- 2013 : Jack the Giant Killer
- 2013 : Knight of the Dead
- 2014 : Android Cop
- 2014 : P-51 Dragon Fighter
- 2015 : A Perfect Vacation
- 2015 : Road Wars
- 2016 : Planet of the Sharks (téléfilm)
- 2016 : In the Name of Ben Hur
- 2017 : Empire of the Sharks (téléfilm)
- 2018 : Alien Siege
- 2018 : L'Attaque du requin à six têtes (téléfilm)
- 2019 : Monster Island
- 2020 : Fast and Fierce: Death Race
- 2020 : Shark Season

### Monteur
- 1997 : Night Orchid
- 2005 : Blurred Vision (court-métrage)
- 2008 : Allan Quatermain and the Temple of Skulls
- 2008 : 100 Million BC
- 2008 : Merlin and the War of the Dragons
- 2009 : Princess of Mars
- 2010 : 6 Guns
- 2010 : Airline Disaster
- 2010 : Titanic : Odyssée 2012
- 2011 : Last Days of Los Angeles
- 2011 : Dragon Crusaders
- 2012 : Battle Force
- 2012 : Alien Origin
- 2013 : Knight of the Dead
- 2014 : Android Cop
- 2015 : A Perfect Vacation
- 2015 : Road Wars
- 2015 : Martian Land
- 2016 : Planet of the Sharks (téléfilm)
- 2016 : In the Name of Ben Hur
- 2017 : Jurassic School
- 2017 : Empire of the Sharks (téléfilm)
- 2018 : L'Attaque du requin à six têtes (téléfilm)
- 2019 : Monster Island

## Récompenses
- 1997 : New Orleans Film Festival, Louisiana Filmmaker Award du meilleur long métrage pour Night Orchid
- 1997 : George Lindsey UNA Film Festival, Lion d’or dans la catégorie Best of Show – Professionnel pour Night Orchid
- 2014 : Matchflick Flicker Awards, dans la catégorie Mockbuster Twin pour Android Cop (avec José Padilha en RoboCop)
- 2015 : Los Angeles Movie Award du meilleur réalisateur pour A Perfect Vacation
- 2015 : Artemis Women in Action Film Festival, meilleur film pour A Perfect Vacation